# Max Hottinger
Max Hottinger (* 23. Oktober 1879; † 13. Januar 1948 in Zürich) war ein Schweizer Ingenieur und Privatdozent an der ETH Zürich.

## Leben
Nach Mittelschule und Ingenieursstudium am Polytechnikum Zürich arbeitete Hottinger zehn Jahre in der Industrie, beginnend mit dem Unternehmen Gebrüder Sulzer in Winterthur, wo er in der Abteilung für Heizung und Lüftung tätig war. Anschließend ging er als beratender Ingenieur in die Selbständigkeit. Ab 1920 lehrte er an der ETH Zürich als Privatdozent für Heizung und Lüftung. Er veröffentlichte mehrere Bücher zu seinem Fachgebiet und Beiträge in Zeitschriften wie Gesundheits-Ingenieur, Schweizerische Blätter für Heizung und Lüftung und Schweizerische Bauzeitung.

## Hottingerformeln
Hottingers Leistungen in der Energie- und Heizungstechnologie leben in den nach ihm benannten Hottingerformeln weiter:
- Aus dem Brennstoffverbrauch die Heizleistung berechnen.[3]

Generell ausgedrückt:
{\displaystyle {\dot {Q}}_{h,\mathrm {max} }={\frac {E\cdot \eta \cdot \Delta T_{\mathrm {max} }}{t_{\mathrm {H} }\cdot \mathrm {HGT} }}}, wobei
{\displaystyle {\dot {Q}}_{h,\mathrm {max} }}: Auslegungsleistung
E: Jährlicher Brennstoffverbrauch in kWh
{\displaystyle \eta }: Wirkungsgrad der Heizung
{\displaystyle \Delta T_{\mathrm {max} }:T_{i}-T_{a}}: Temperaturdifferenz innen zu aussen
{\displaystyle t_{\mathrm {H} }}: Nutzungsstunden pro Tag ("Hottingerzahl")
HGT: Heizgradtage
Die ursprüngliche Formel war für leichtes Heizöl ausgelegt:
{\displaystyle {\dot {Q}}_{h,\mathrm {max} }={\frac {B\cdot 0,86\,\mathrm {^{kg}\!\!/\!_{l}} \cdot 42\,700\,\mathrm {^{kJ}\!\!/\!_{kg}} \cdot \eta \cdot \Delta T_{\mathrm {max} }}{3600\,\mathrm {^{s}\!\!/\!_{h}} \cdot t_{\mathrm {H} }\cdot \mathrm {HGT} }}}
B: Verbrauch (Liter Heizöl)
0,86 kg/l: Dichte leichtes Heizöl
42 700 kJ/kg: Heizwert Hu (leichtes Heizöl)
3600 s/h: Umrechnung kJ in kWh
- Jahreswärmebedarf durch Transmission[4]

## Publikationen
Bücher
- Max Hottinger, Wilhelm von Gonzenbach: Die Heiz- und Lüftungsanlagen in den verschiedenen Gebäudearten: einschließlich Warmwasserversorgungs-Befeuchtungs- und Entnebelungsanlagen, Springer, Berlin, 1940, ISBN 978-3-662-01891-0, doi:10.1007/978-3-662-02186-6.
- Max Hottinger: Klima und Gradtage, in ihren Beziehungen zur Heiz- und Lüftungstechnik, Springer, Berlin, 1938, ISBN 978-3-642-89885-3, doi:10.1007/978-3-642-91742-4, (pdf).

Artikel
- Max Hottinger (1920), Artikel/Leserbrief, In: Schweizerische Bauzeitung, Ausgaben 75–76, Seite 120, (Google books, snippet view)